# Bachstraße 3 (Bad Kissingen)

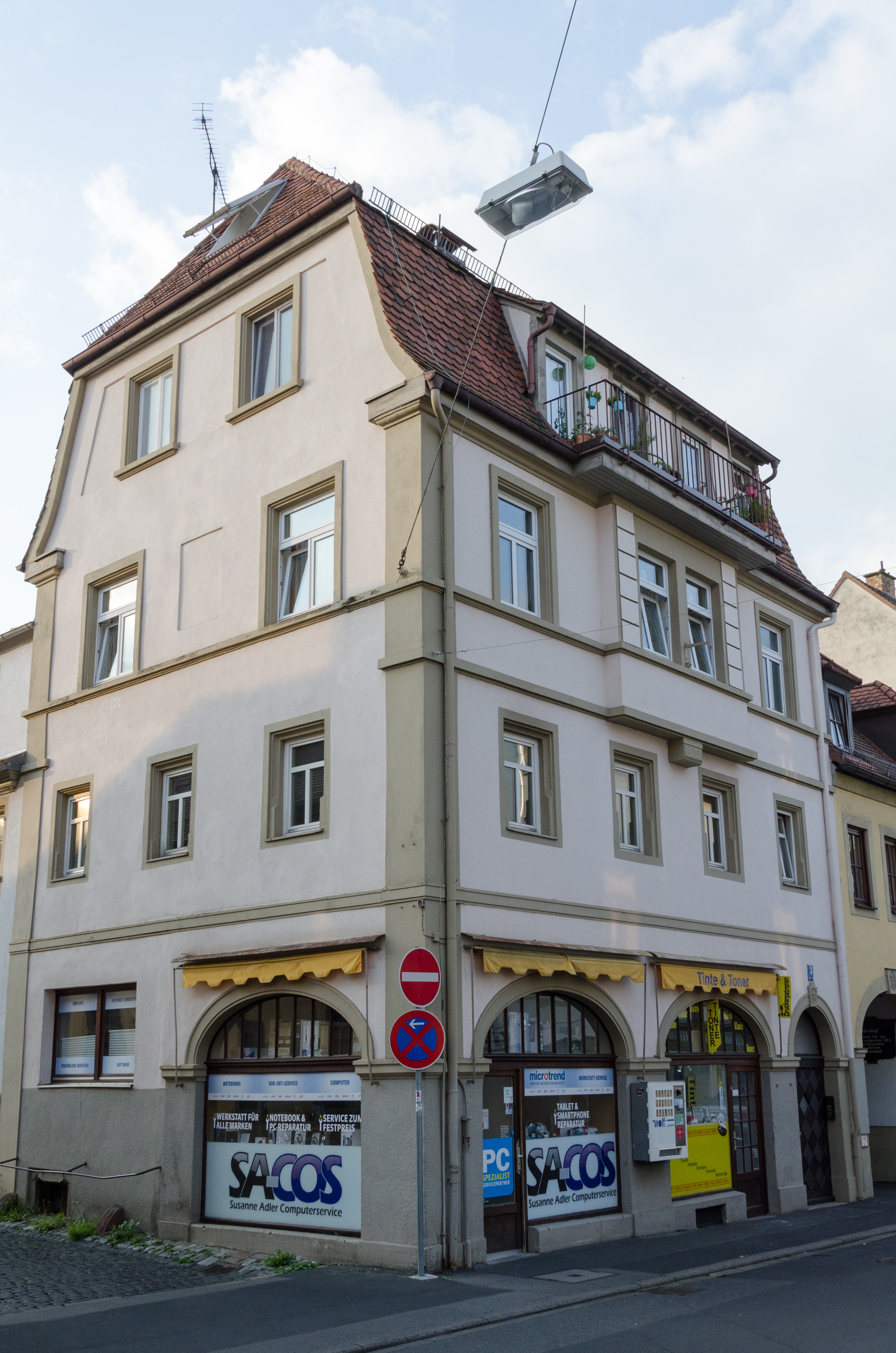
Bachstraße 3 in Bad Kissingen.

Das Gebäude Bachstraße 3 in der Bachstraße in Bad Kissingen, der Großen Kreisstadt des unterfränkischen Landkreises Bad Kissingen, gehört zu den Bad Kissinger Baudenkmälern und ist unter der Nummer D-6-72-114-9 in der Bayerischen Denkmalliste registriert.

## Geschichte
Das Anwesen Bachstraße 3 entstand in seinem Kern im 17. Jahrhundert als Bestandteil des ehemaligen Judenhofes in der Bad Kissinger Bachstraße.
Das Anwesen wurde etwa 1908 oder 1910 unter Architekt Leonhard Ritter aufgestockt. Zu dieser Zeit beherbergte das Anwesen im Erdgeschoss die „Färberei und chemische Waschanstalt Philipp Trost“. In der Zeit nach dem Umbau wurden die Stuckverzierungen an dem Erkergiebel entfernt und im Ladenraum drei Korbbogen-Schaufenster eingebaut.